# Gaddo Gaddi
Gaddo di Zenobi (Gaddo Gaddi, secondo Vasari) (1240 circa – Firenze, 1312) è stato un pittore mosaicista italiano del XIII secolo, capostipite della famiglia Gaddi che diede a Firenze alcuni pittori, tra cui il figlio Taddeo Gaddi.

## Vita e opere
Gaddo fu attivo nella seconda metà del XIII secolo, soprattutto come mosaicista.
Il Vasari gli attribuiva alcune parti (Profeti) dei mosaici sulla volta del Battistero di San Giovanni in Firenze, nella collaborazione instaurata col collega Andrea Tafi; il mosaico con la Incoronazione della Vergine nella lunetta del portale centrale della controfacciata di Santa Maria del Fiore; nel 1308 a Roma Gaddo avrebbe completato alcuni mosaici in San Giovanni in Laterano lasciati incompiuti da Jacopo Torriti e altri mosaici nella Basilica di San Pietro in Vaticano, nei quali avrebbe addolcito la "maniera greca" derivata da Cimabue; ad Arezzo nel Duomo vecchio avrebbe rivestito di mosaici la cappella Tarlati (poi crollata); di nuovo a Pisa in una cappella del Duomo una Assunzione di Maria ancora apprezzatissima nel Cinquecento; e infine avrebbe dipinto alcune tavole (una per la chiesa di Santa Maria Novella).

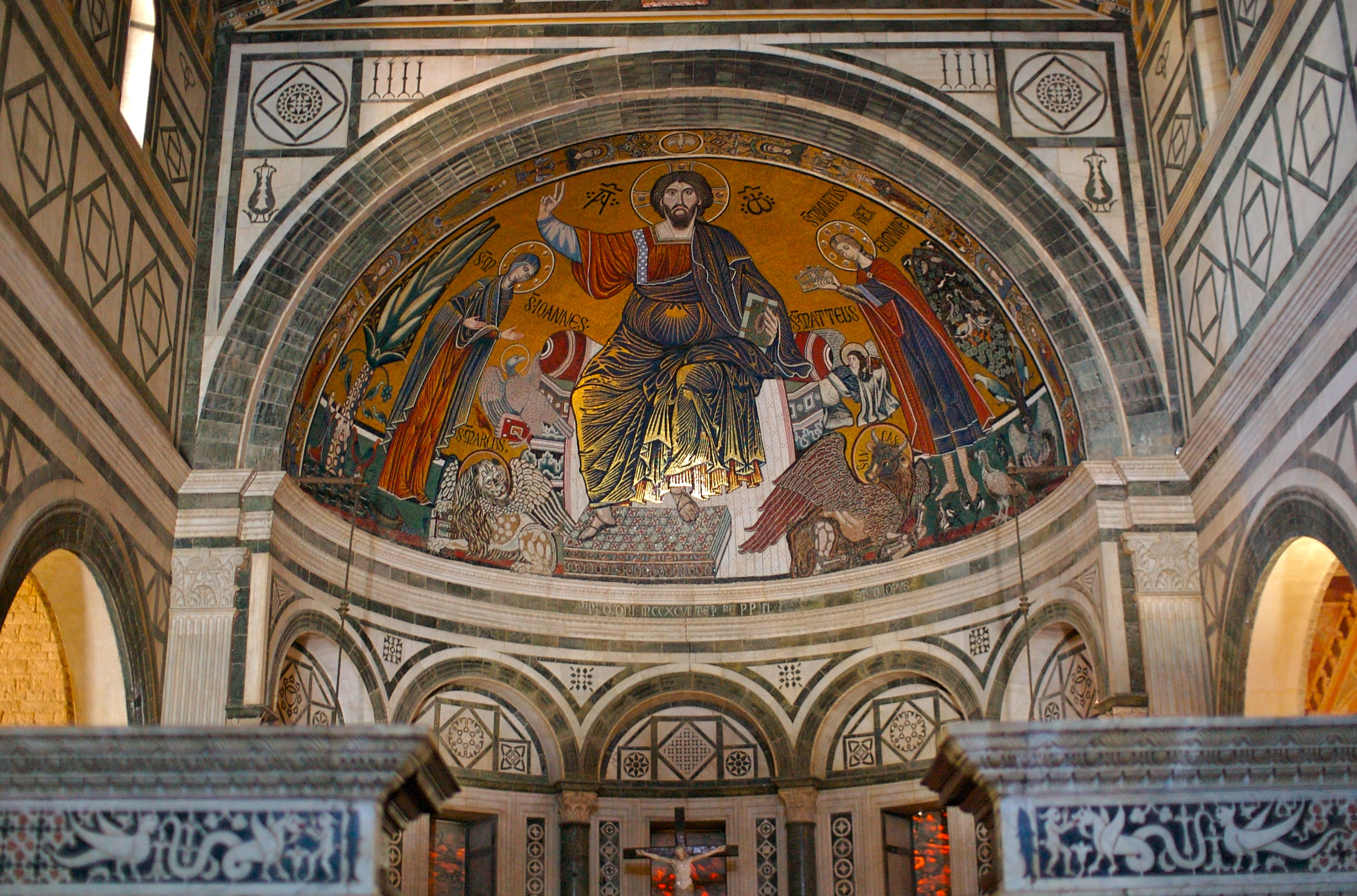
Mosaico absidale di San Miniato al Monte, opera che può ricondursi al Gaddo menzionato dal Vasari

Gaddo, secondo Vasari, sarebbe morto nel 1312 a settantré anni di età e fu sepolto in Santa Croce.
Ma Antonino Caleca mette in guardia: "La figura di Gaddo non ha consistenza storica e le attribuzioni vasariane sembrano amplificazioni volte a celebrare la gloria della famiglia, che nel Cinquecento era tra le più insigni di Firenze". Lo studioso ha infatti riscontrato che l'artista che ha realizzato i mosaici fiorentini e pisani citati dal Vasari sarebbero da assegnare, sulla base dei documenti, a un mosaicista che corrispondeva al nome di Francesco da Pisa: questo artista, di formazione fiorentina, sarebbe cresciuto nel cantiere di Coppo di Marcovaldo al tempo dei mosaici del Battistero (1270-80); allo stesso si può ricondurre buona parte del mosaico absidale della chiesa di San Miniato al Monte, che - con la lunetta del Duomo e il Cristo Pantocratore di Pisa - si colloca nella piena maturità di Gaddo/Francesco all'ultimo decennio del Duecento.
Altri tentativi di individuazione di opere di Gaddo avevano portato a ipotizzare che potesse coincidere col Maestro della Maddalena o col Maestro della Santa Cecilia o col Maestro di Isacco o col Maestro della Cattura. Ipotesi più recenti lo identificano col Maestro del Trittico Horne, un giottesco della prima ora.